# Crocodilosa kittenbergeri
Crocodilosa kittenbergeri là một loài nhện trong họ Lycosidae.
Loài này thuộc chi Crocodilosa. Crocodilosa kittenbergeri được Lodovico di Caporiacco miêu tả năm 1947.